# Laser Reflecting Equipment
O Laser Reflecting Equipment, também conhecido por seu acrônimo LRE, foi um satélite artificial japonês lançado no dia 29 de agosto de 2001, às 7:00 GMT, por um foguete H-IIA a partir do Centro Espacial de Tanegashima.

## Características
O LRE foi um satélite passivo lançado com o objetivo principal de servir de satélite de teste a ser uma das cargas do novo foguete japonês H-IIA e determinar a sua órbita graças a possuir uma superfície recoberta de espelhos retrorrefletores com um laser de terra que podia medir com precisão a sua órbita. O satélite tinha forma de esfera de 51 centímetros de diâmetro e uma massa de 87 kg.